# Staza Americas
Staza Americas (engleski: Circuit of The Americas (COTA)) je trkaća staza smještena u Elroyu u Austinu u Texasu, SAD.